# سايمور غينسبيرغ
سايمور غينسبيرغ (بالإنجليزية: Seymour Ginsburg)‏ هو عالم حاسوب أمريكي، ولد في 1928 في بروكلين في الولايات المتحدة، وتوفي في 5 ديسمبر 2004.